# Ninkarraka Corona
Ninkarraka Corona est une corona, formation géologique en forme de couronne, située sur la planète Vénus par 65,3° N et 221° E. Elle est localisée dans le quadrangle de Pandrosos Dorsa. Elle a été nommée en référence à Ninkarraka, déesse babylonienne de la naissance. 

## Géographie et géologie
Ninkarraka Corona couvre une surface circulaire d'environ 150 km de diamètre. 